# Радмила Телебак Караћ
Радмила Телебак Караћ (Лука, 17. март 1956) српска je књижевница из Лондона у Канади.

## Биографија
Телебак Караћ је рођена у Луци код Невесиња. Педагошку академију – одсек за српскохрватски језик и књижевност – завршила је на Универзитету „Џемал Биједић” у Мостару, граду у којем је провела младост и потврдила се као песникиња. На обалама Неретве је живела до почетка рата у Босни и Херцеговини, а потом се 1994. године преселила у Канаду.
Пише од детињства и, како каже, „чини јој се да је проговорила у стиху”. Нажалост, прегршт рукописа јој је неповратно однео вихор рата, али су је унуци инспирисали да део њих „оживи” из сећања, па је након дуже паузе поново почела да пише. Сада је ауторка седам књига, укључујући и један роман.
Ту се убрајају збирке песама за најмлађе „Прегршт дјечијих бисера” (2010), „Чаробан лет кроз цео свет” (2014), „Маслачак детињства” (2016) и „Kућа се њише на срећи” (2019). Поетска збирка „Још нам је само небо исто” (2017) посвећена је животу у Херцеговини, коју је била приморана да напусти. Роман „Сви Адамови гријеси” и збирку поезије „Завет љубави” објавила је 2021. године. О свом завичају каже: „За мене Херцеговина представља много и она је у мојој души и увијек ће ту бити. Она је за мене једна неиспричана прича”.
Дела јој се редовно објављују у периодици и на интернету. Збирка песама за децу „Чаробан лет кроз цео свет” део је изабраних публикација за библиотеке српских организација у дијаспори у региону, а осим тога Телебак Караћ је лауреат и многих других награда и признања.
Песникиња Милица Бакрач је о њеном опусу рекла: „Радмилине књиге су важан отворени прозор кроз који гледамо у дјетињство. [...] За херцеговачке носталгичаре, па и за Радмилу Караћ, Херцеговина са својим љепотама је светиња природе.” Књижевник Љубомир Ћорилић констатовао је да списатељским именима из расејања, као што су Никола Моравчевић, Славомир Гвозденовић, Ђорђе Николић, Ранко Радовић, Љубиша Симић, Љубица Рајкић, придружила и Радмила Караћ.
Књижевница Душица Ивановић је записала: „Сећам се првог сусрета са Радмилином поезијом за децу. Ускликнула сам одушевљено: ’Ево новог, па још женског, чика Јове Змаја!’ [...] Она бележи откуцаје свог срцa и дамаре своје душе. Кроз њих се, међутим, преламају најважнији моменти било ког људског бића: породица као темељ, зидови и кров, припадање земљи, заједништво са земљацима, јединство прошлости, садашњости и будућности, архива догађаја и доживљаја...”
Увршћена је у „Енциклопедију националне дијаспоре”, коју уређује Иван Калаузовић Иванус.
Од 2011. године Телебак Караћ је чланица „Витезове дружине”, а од 2012. Српско-канадског удружења писаца „Десанка Максимовић”.